# 邦達里 (阿納尼耶夫區)
47°35′59″N 29°58′41″E / 47.59972°N 29.97806°E
邦達里（烏克蘭語：Бондарі）是位於烏克蘭西南部的村莊，由敖德萨州波季利斯克区的阿南伊夫市鎮負責管轄。該村始建於1825年，面積0.62平方公里，海拔高度188米，2001年人口125，人口密度每平方公里201.61人。